# ميرل أوبيرون
ميرل أوبيرون (بالإنجليزية: Merle Oberon)‏ هي ممثلة أمريكية وبريطانية، ولدت في 19 فبراير 1911 بمومباي في الهند، وتوفيت في 23 نوفمبر 1979 بماليبو في الولايات المتحدة بسبب سكتة.

## أعمال

### أفلام
- (1933) حياة هنري الثامن الخاصة
- (1934) الحياة الخاصة لدون جوان
- (1935) الملاك الداكن
- (1938) راع البقر والسيدة
- (1939) مرتفعات ويذرنج

## ترشيحات
- جائزة الأوسكار لأفضل ممثلة، عن عمل: الملاك الداكن (1935)

## وصلات خارجية
- ميرل أوبيرون على موقع IMDb (الإنجليزية)
- ميرل أوبيرون على موقع الموسوعة البريطانية (الإنجليزية)
- ميرل أوبيرون على موقع روتن توميتوز (الإنجليزية)
- ميرل أوبيرون على موقع مونزينجر (الألمانية)
- ميرل أوبيرون على موقع ألو سيني (الفرنسية)
- ميرل أوبيرون على موقع تيرنر كلاسيك موفيز (الإنجليزية)
- ميرل أوبيرون على موقع أول موفي (الإنجليزية)
- ميرل أوبيرون على موقع قاعدة بيانات الأفلام السويدية (السويدية)
- ميرل أوبيرون على موقع إن إن دي بي (الإنجليزية)
- ميرل أوبيرون على موقع ديسكوغز (الإنجليزية)